# Belgian International 2008
Die Belgian International 2008 im Badminton fanden vom 4. bis zum 7. September 2008 in Mechelen statt. Der Referee war Dirk Kellermann aus Deutschland. Das Preisgeld betrug 15.000 US-Dollar, wodurch das Turnier in das BWF-Level 4A eingeordnet wurde.

## Austragungsort
- Sportcentrum De Nekker Mechelen, Nekkerspoelborcht 19

## Finalergebnisse
| Disziplin    | Sieger                        | Finalist                                 | Ergebnis          |
| ------------ | ----------------------------- | ---------------------------------------- | ----------------- |
| Herreneinzel | Kenichi Tago                  | Chetan Anand                             | 21:16 15:21 21:19 |
| Dameneinzel  | Juliane Schenk                | Susan Hughes                             | 21:12 21:18       |
| Herrendoppel | Andrew Bowman Martyn Lewis    | Peter Käsbauer Roman Spitko              | 21:14 21:15       |
| Damendoppel  | Valeria Sorokina Nina Vislova | Rachel van Cutsen Paulien van Dooremalen | 21:10 21:12       |
| Mixed        | Vitaliy Durkin Nina Vislova   | Watson Briggs Jillie Cooper              | 21:13 21:9        |